# Australiska öppna 2008
| Novak Djokovic och Maria Sjarapova, mästare i herr- respektive damsingel 2008 |  | Novak Djokovic och Maria Sjarapova, mästare i herr- respektive damsingel 2008 |
| Novak Djokovic och Maria Sjarapova, mästare i herr- respektive damsingel 2008 |  |                                                                               |

Australiska öppna 2008 var årets första Grand Slam-turnering och spelades på Melbourne Park 14 januari-27 januari 2008. Toppseedade på dam- respektive herrsidan var Justine Henin och Roger Federer. Regerande mästare var Serena Williams respektive Roger Federer.
Novak Djokovic vann herrsingeln och tog sin därmed sin första GS-titel när han besegrade den franska överraskningen Jo-Wilfried Tsonga med 3-1 i set. 

## Seniorer

### Damsingel
Mästare:  Maria Sjarapova

### Herrsingel
Mästare:  Novak Đoković

### Damdubbel
Mästare:  Alona Bondarenko och  Kateryna Bondarenko

### Herrdubbel
Mästare:  Jonathan Erlich och  Andy Ram